# Empoasca tapicata
Empoasca tapicata är en insektsart som beskrevs av Rowland Southern 1982. Empoasca tapicata ingår i släktet Empoasca och familjen dvärgstritar. Inga underarter finns listade i Catalogue of Life.